# Pulci delle nevi (collemboli nivali)
Le pulci delle nevi sono un gruppo di collemboli adattati al freddo (Hexapoda: Collembola) che possono popolare almeno temporaneamente la superficie della neve durante l'inverno. Questi minuscoli artropodi, privi di ali, possono formare aggregazioni numerose, arrivando a migliaia di individui per metro quadrato, questo li rende visibili anche a persone non addette al settore. Nonostante il loro nome comune, non sono vere pulci, ma appartengono alla classe dei collemboli e sono innocui.
È importante non confondere le pulci delle nevi, che possono temporaneamente vivere sulla neve, con le “pulci dei ghiacciai”, che sono sempre collemboli ma che vivono sui ghiacciai perenni.

## Ecologia e adattamenti
Le pulci delle nevi sono attive sulla neve nei giorni invernali più miti, quando le temperature sono leggermente sopra lo zero. La presenza sulla neve permette loro di nutrirsi, disperdersi e migrare. A differenza di molti altri artropodi che entrano in diapausa, questi collemboli rimangono attivi durante l'inverno, sfruttando habitat temporanei creati dallo scioglimento della neve.
La loro capacità di sopravvivere in ambienti freddi è dovuta a specifici adattamenti fisiologici, come la produzione di proteine antigelo, che impediscono la formazione di cristalli di ghiaccio all'interno del loro corpo. Inoltre, la pigmentazione scura permette loro di assorbire il calore, mantenendo un'attività sufficiente anche in condizioni di gelo.
Molti di questi collemboli migrano giornalmente sulla superficie nevosa utilizzando la posizione del sole per orientarsi. Il loro movimento è facilitato dal salto, reso possibile dalla presenza della furca, un'appendice specializzata. Alcune specie possiedono anche vescicole anali che permettono loro di aderire alle superfici dopo l'atterraggio.

## Specie conosciute e distribuzione
Le specie note di pulci delle nevi appartengono alla famiglia degli Hypogastruridae e alla famiglia degli Isotomidae. In Europa sono pulci delle nevi Hypogastrura socialis, H. lapponica, H. peloponnesica, Vertagopus westerlundi, Desoria hiemalis, D. tolya e Ceratophysella sigillata. In America, la pulce della neve più nota è Hypogastrura nivicola.
Uno studio condotto nel Parco Naturale Adamello-Brenta ha suggerito che esistono ancora numerose specie di pulci delle nevi che devono ancora essere descritte.

## L'importanza della neve come habitat e la conservazione della fauna nivale
La neve rappresenta un habitat effimero ma fondamentale per questi organismi, fungendo da corridoio ecologico che collega popolazioni frammentate. Questa connettività è essenziale per mantenere lo scambio genetico tra popolazioni isolate durante la stagione senza neve.
Con il cambiamento climatico e la riduzione della copertura nevosa, le pulci delle nevi e la fauna nivale in generale potrebbero affrontare una progressiva perdita di habitat. Le conseguenze ecologiche di questi cambiamenti sono ancora oggetto di studio per la conservazione della biodiversità alpina. Studi recenti hanno evidenziato un declino di molti artropodi adattati al freddo a causa dell’aumento delle temperature e della frammentazione degli habitat. Monitorare queste specie potrebbe fornire indicazioni preziose sugli effetti più ampi del cambiamento climatico sugli ecosistemi alpini.